# Liste der Gemeinden im Département Lot-et-Garonne

Lage des Départements Lot-et-Garonne

Das Département Lot-et-Garonne liegt in der Region Nouvelle-Aquitaine in Frankreich. Es untergliedert sich in vier Arrondissements mit 319 Gemeinden (frz. communes) (Stand 1. Januar 2017).
| Code INSEE | PLZ   | Gemeinde                     | Einwohner (Stand 1. Januar 2022) | Fläche in km² | Einwohner je km² | Kanton seit 30. März 2015 Kanton bis zum 29. März 2015                                   | Arrondissement     | Gemeindeverband                   |
| ---------- | ----- | ---------------------------- | -------------------------------- | ------------- | ---------------- | ---------------------------------------------------------------------------------------- | ------------------ | --------------------------------- |
| 47001      | 47000 | Agen                         | 32.193                           | 11,49         | 2802             | Agen-1 Agen-2 Agen-3 Agen-4 Agen-Centre Agen-Nord Agen-Nord-Est Agen-Ouest               | Agen               | Agen                              |
| 47002      | 47350 | Agmé                         | 106                              | 5,01          | 21               | Les Coteaux de Guyenne Marmande-Est                                                      | Marmande           | Val de Garonne Agglomération      |
| 47003      | 47800 | Agnac                        | 476                              | 13,84         | 34               | Le Val du Dropt Lauzun                                                                   | Marmande           | Pays de Lauzun                    |
| 47004      | 47190 | Aiguillon                    | 3983                             | 28,28         | 141              | Le Confluent Port-Sainte-Marie                                                           | Agen               | Confluent et Coteaux de Prayssas  |
| 47005      | 47800 | Allemans-du-Dropt            | 486                              | 6,40          | 76               | Le Val du Dropt Lauzun                                                                   | Marmande           | Pays de Lauzun                    |
| 47006      | 47110 | Allez-et-Cazeneuve           | 609                              | 10,69         | 57               | Le Livradais Sainte-Livrade-sur-Lot                                                      | Villeneuve-sur-Lot | Grand Villeneuvois                |
| 47007      | 47420 | Allons                       | 167                              | 76,33         | 2                | Les Forêts de Gascogne Houeillès                                                         | Nérac              | Coteaux et Landes de Gascogne     |
| 47008      | 47160 | Ambrus                       | 109                              | 12,35         | 9                | Lavardac Damazan                                                                         | Nérac              | Confluent et Coteaux de Prayssas  |
| 47009      | 47170 | Andiran                      | 258                              | 9,89          | 26               | L’Albret Nérac                                                                           | Nérac              | Albret Communauté                 |
| 47010      | 47700 | Antagnac                     | 222                              | 9,31          | 24               | Les Forêts de Gascogne Bouglon                                                           | Marmande           | Coteaux et Landes de Gascogne     |
| 47011      | 47370 | Anthé                        | 200                              | 13,93         | 14               | Le Fumélois Tournon-d’Agenais                                                            | Villeneuve-sur-Lot | Fumel Vallée du Lot               |
| 47012      | 47700 | Anzex                        | 325                              | 23,24         | 14               | Les Forêts de Gascogne Casteljaloux                                                      | Nérac              | Coteaux et Landes de Gascogne     |
| 47013      | 47250 | Argenton                     | 316                              | 12,14         | 26               | Les Forêts de Gascogne Bouglon                                                           | Marmande           | Coteaux et Landes de Gascogne     |
| 47014      | 47800 | Armillac                     | 207                              | 7,77          | 27               | Le Val du Dropt Lauzun                                                                   | Marmande           | Pays de Lauzun                    |
| 47015      | 47220 | Astaffort                    | 2002                             | 35,17         | 57               | Le Sud-Est Agenais Astaffort                                                             | Agen               | Agen                              |
| 47016      | 47310 | Aubiac                       | 1177                             | 13,86         | 85               | L’Ouest Agenais Laplume                                                                  | Agen               | Agen                              |
| 47017      | 47140 | Auradou                      | 419                              | 11,17         | 38               | Le Pays de Serres Penne-d’Agenais                                                        | Villeneuve-sur-Lot | Fumel Vallée du Lot               |
| 47018      | 47120 | Auriac-sur-Dropt             | 174                              | 5,28          | 33               | Les Coteaux de Guyenne Duras                                                             | Marmande           | Pays de Duras                     |
| 47019      | 47480 | Bajamont                     | 1000                             | 12,20         | 82               | Agen-1 Agen-Nord-Est                                                                     | Agen               | Agen                              |
| 47020      | 47120 | Baleyssagues                 | 188                              | 8,18          | 23               | Les Coteaux de Guyenne Duras                                                             | Marmande           | Pays de Duras                     |
| 47021      | 47230 | Barbaste                     | 1498                             | 38,70         | 39               | Lavardac                                                                                 | Nérac              | Albret Communauté                 |
| 47022      | 47130 | Bazens                       | 504                              | 12,21         | 41               | Le Confluent Port-Sainte-Marie                                                           | Agen               | Confluent et Coteaux de Prayssas  |
| 47023      | 47290 | Beaugas                      | 329                              | 22,48         | 15               | Le Haut Agenais Périgord Cancon                                                          | Villeneuve-sur-Lot | Bastides en Haut Agenais Périgord |
| 47024      | 47200 | Beaupuy                      | 1678                             | 8,17          | 205              | Marmande-1 Marmande-Ouest                                                                | Marmande           | Val de Garonne Agglomération      |
| 47025      | 47470 | Beauville                    | 552                              | 23,17         | 24               | Le Pays de Serres Beauville                                                              | Agen               | Agen                              |
| 47026      | 47700 | Beauziac                     | 236                              | 15,34         | 15               | Les Forêts de Gascogne Casteljaloux                                                      | Nérac              | Coteaux et Landes de Gascogne     |
| 47027      | 47300 | Bias                         | 2965                             | 12,29         | 241              | Villeneuve-sur-Lot-2 Villeneuve-sur-Lot-Sud                                              | Villeneuve-sur-Lot | Grand Villeneuvois                |
| 47028      | 47200 | Birac-sur-Trec               | 831                              | 14,34         | 58               | Marmande-2 Marmande-Est                                                                  | Marmande           | Val de Garonne Agglomération      |
| 47029      | 47500 | Blanquefort-sur-Briolance    | 517                              | 41,93         | 12               | Le Fumélois Fumel                                                                        | Villeneuve-sur-Lot | Fumel Vallée du Lot               |
| 47030      | 47470 | Blaymont                     | 215                              | 13,56         | 16               | Le Pays de Serres Beauville                                                              | Agen               | Agen                              |
| 47031      | 47550 | Boé                          | 5784                             | 16,50         | 351              | Agen-2 Agen-Sud-Est                                                                      | Agen               | Agen                              |
| 47032      | 47240 | Bon-Encontre                 | 6386                             | 20,56         | 311              | Agen-2 Agen-Sud-Est                                                                      | Agen               | Agen                              |
| 47033      | 47290 | Boudy-de-Beauregard          | 397                              | 10,07         | 39               | Le Haut Agenais Périgord Cancon                                                          | Villeneuve-sur-Lot | Bastides en Haut Agenais Périgord |
| 47034      | 47250 | Bouglon                      | 651                              | 13,92         | 47               | Les Forêts de Gascogne Bouglon                                                           | Marmande           | Coteaux et Landes de Gascogne     |
| 47035      | 47410 | Bourgougnague                | 289                              | 11,73         | 25               | Le Val du Dropt Lauzun                                                                   | Marmande           | Pays de Lauzun                    |
| 47036      | 47370 | Bourlens                     | 373                              | 15,44         | 24               | Le Fumélois Tournon-d’Agenais                                                            | Villeneuve-sur-Lot | Fumel Vallée du Lot               |
| 47037      | 47210 | Bournel                      | 252                              | 14,70         | 17               | Le Haut Agenais Périgord Villeréal                                                       | Villeneuve-sur-Lot | Bastides en Haut Agenais Périgord |
| 47038      | 47320 | Bourran                      | 612                              | 18,16         | 34               | Le Confluent Port-Sainte-Marie                                                           | Agen               | Confluent et Coteaux de Prayssas  |
| 47039      | 47420 | Boussès                      | 41                               | 47,14         | 1                | Les Forêts de Gascogne Houeillès                                                         | Nérac              | Coteaux et Landes de Gascogne     |
| 47040      | 47310 | Brax                         | 2103                             | 8,80          | 239              | L’Ouest Agenais Laplume                                                                  | Agen               | Agen                              |
| 47041      | 47130 | Bruch                        | 692                              | 15,89         | 44               | Lavardac                                                                                 | Nérac              | Albret Communauté                 |
| 47042      | 47260 | Brugnac                      | 179                              | 14,74         | 12               | Tonneins Castelmoron-sur-Lot                                                             | Marmande           | Lot et Tolzac                     |
| 47043      | 47160 | Buzet-sur-Baïse              | 1246                             | 21,15         | 59               | Lavardac Damazan                                                                         | Nérac              | Albret Communauté                 |
| 47044      | 47330 | Cahuzac                      | 310                              | 8,04          | 39               | Le Val du Dropt Castillonnès                                                             | Villeneuve-sur-Lot | Bastides en Haut Agenais Périgord |
| 47045      | 47600 | Calignac                     | 489                              | 18,38         | 27               | L’Albret Nérac                                                                           | Nérac              | Albret Communauté                 |
| 47046      | 47430 | Calonges                     | 589                              | 15,99         | 37               | Les Forêts de Gascogne Le Mas-d’Agenais                                                  | Marmande           | Val de Garonne Agglomération      |
| 47047      | 47350 | Cambes                       | 176                              | 9,20          | 19               | Les Coteaux de Guyenne Seyches                                                           | Marmande           | Pays de Lauzun                    |
| 47048      | 47290 | Cancon                       | 1366                             | 24,49         | 56               | Le Haut Agenais Périgord Cancon                                                          | Villeneuve-sur-Lot | Bastides en Haut Agenais Périgord |
| 47049      | 47440 | Casseneuil                   | 2340                             | 18,09         | 129              | Le Livradais Cancon                                                                      | Villeneuve-sur-Lot | Grand Villeneuvois                |
| 47050      | 47340 | Cassignas                    | 128                              | 7,86          | 16               | Le Pays de Serres Laroque-Timbaut                                                        | Agen               | Grand Villeneuvois                |
| 47051      | 47240 | Castelculier                 | 2383                             | 14,95         | 159              | Le Sud-Est Agenais Puymirol                                                              | Agen               | Agen                              |
| 47052      | 47700 | Casteljaloux                 | 4639                             | 30,59         | 152              | Les Forêts de Gascogne Casteljaloux                                                      | Nérac              | Coteaux et Landes de Gascogne     |
| 47053      | 47340 | Castella                     | 377                              | 12,52         | 30               | Le Pays de Serres Laroque-Timbaut                                                        | Agen               | Grand Villeneuvois                |
| 47054      | 47260 | Castelmoron-sur-Lot          | 1830                             | 23,25         | 79               | Tonneins Castelmoron-sur-Lot                                                             | Marmande           | Lot et Tolzac                     |
| 47055      | 47290 | Castelnaud-de-Gratecambe     | 516                              | 17,23         | 30               | Le Haut Agenais Périgord Cancon                                                          | Villeneuve-sur-Lot | Bastides en Haut Agenais Périgord |
| 47056      | 47180 | Castelnau-sur-Gupie          | 914                              | 15,23         | 60               | Les Coteaux de Guyenne Seyches                                                           | Marmande           | Val de Garonne Agglomération      |
| 47057      | 47330 | Castillonnès                 | 1359                             | 19,40         | 70               | Le Val du Dropt Castillonnès                                                             | Villeneuve-sur-Lot | Bastides en Haut Agenais Périgord |
| 47058      | 47160 | Caubeyres                    | 273                              | 14,39         | 19               | Les Forêts de Gascogne Damazan                                                           | Nérac              | Coteaux et Landes de Gascogne     |
| 47059      | 47120 | Caubon-Saint-Sauveur         | 263                              | 11,34         | 23               | Les Coteaux de Guyenne Seyches                                                           | Marmande           | Val de Garonne Agglomération      |
| 47060      | 47220 | Caudecoste                   | 1133                             | 17,13         | 66               | Le Sud-Est Agenais Astaffort                                                             | Agen               | Agen                              |
| 47061      | 47430 | Caumont-sur-Garonne          | 815                              | 11,61         | 70               | Marmande-2 Le Mas-d’Agenais                                                              | Marmande           | Val de Garonne Agglomération      |
| 47062      | 47470 | Cauzac                       | 413                              | 14,52         | 28               | Le Pays de Serres Beauville                                                              | Agen               | Agen                              |
| 47063      | 47330 | Cavarc                       | 158                              | 11,99         | 13               | Le Val du Dropt Castillonnès                                                             | Villeneuve-sur-Lot | Bastides en Haut Agenais Périgord |
| 47064      | 47370 | Cazideroque                  | 246                              | 11,94         | 21               | Le Fumélois Tournon-d’Agenais                                                            | Villeneuve-sur-Lot | Fumel Vallée du Lot               |
| 47065      | 47320 | Clairac                      | 2576                             | 33,78         | 76               | Tonneins                                                                                 | Marmande           | Val de Garonne Agglomération      |
| 47066      | 47130 | Clermont-Dessous             | 810                              | 15,08         | 54               | Le Confluent Port-Sainte-Marie                                                           | Agen               | Confluent et Coteaux de Prayssas  |
| 47067      | 47270 | Clermont-Soubiran            | 405                              | 10,39         | 39               | Le Sud-Est Agenais Puymirol                                                              | Agen               | Deux Rives                        |
| 47068      | 47250 | Cocumont                     | 1110                             | 25,44         | 44               | Marmande-1 Meilhan-sur-Garonne                                                           | Marmande           | Val de Garonne Agglomération      |
| 47069      | 47450 | Colayrac-Saint-Cirq          | 3106                             | 21,36         | 145              | L’Ouest Agenais Agen-Nord                                                                | Agen               | Agen                              |
| 47070      | 47500 | Condezaygues                 | 837                              | 10,81         | 77               | Le Fumélois Fumel                                                                        | Villeneuve-sur-Lot | Fumel Vallée du Lot               |
| 47071      | 47260 | Coulx                        | 254                              | 16,32         | 16               | Tonneins Castelmoron-sur-Lot                                                             | Marmande           | Lot et Tolzac                     |
| 47072      | 47370 | Courbiac                     | 108                              | 9,05          | 12               | Le Fumélois Tournon-d’Agenais                                                            | Villeneuve-sur-Lot | Fumel Vallée du Lot               |
| 47073      | 47360 | Cours                        | 193                              | 11,43         | 17               | Le Confluent Prayssas                                                                    | Agen               | Confluent et Coteaux de Prayssas  |
| 47074      | 47180 | Couthures-sur-Garonne        | 366                              | 6,98          | 52               | Marmande-1 Meilhan-sur-Garonne                                                           | Marmande           | Val de Garonne Agglomération      |
| 47076      | 47220 | Cuq                          | 280                              | 16,89         | 17               | Le Sud-Est Agenais Astaffort                                                             | Agen               | Agen                              |
| 47077      | 47500 | Cuzorn                       | 850                              | 23,34         | 36               | Le Fumélois Fumel                                                                        | Villeneuve-sur-Lot | Fumel Vallée du Lot               |
| 47078      | 47160 | Damazan                      | 1353                             | 16,37         | 83               | Lavardac Damazan                                                                         | Nérac              | Confluent et Coteaux de Prayssas  |
| 47079      | 47140 | Dausse                       | 537                              | 6,94          | 77               | Le Pays de Serres Penne-d’Agenais                                                        | Villeneuve-sur-Lot | Fumel Vallée du Lot               |
| 47080      | 47210 | Dévillac                     | 157                              | 9,25          | 17               | Le Haut Agenais Périgord Villeréal                                                       | Villeneuve-sur-Lot | Bastides en Haut Agenais Périgord |
| 47081      | 47110 | Dolmayrac                    | 714                              | 19,40         | 37               | Le Livradais Sainte-Livrade-sur-Lot                                                      | Villeneuve-sur-Lot | Grand Villeneuvois                |
| 47082      | 47470 | Dondas                       | 216                              | 14,37         | 15               | Le Pays de Serres Beauville                                                              | Agen               | Agen                              |
| 47083      | 47210 | Doudrac                      | 108                              | 8,61          | 13               | Le Haut Agenais Périgord Villeréal                                                       | Villeneuve-sur-Lot | Bastides en Haut Agenais Périgord |
| 47084      | 47330 | Douzains                     | 261                              | 12,66         | 21               | Le Val du Dropt Castillonnès                                                             | Villeneuve-sur-Lot | Bastides en Haut Agenais Périgord |
| 47085      | 47420 | Durance                      | 268                              | 38,60         | 7                | Les Forêts de Gascogne Houeillès                                                         | Nérac              | Coteaux et Landes de Gascogne     |
| 47086      | 47120 | Duras                        | 1206                             | 20,17         | 60               | Les Coteaux de Guyenne Duras                                                             | Marmande           | Pays de Duras                     |
| 47087      | 47470 | Engayrac                     | 159                              | 10,03         | 16               | Le Pays de Serres Beauville                                                              | Agen               | Agen                              |
| 47088      | 47350 | Escassefort                  | 654                              | 13,92         | 47               | Les Coteaux de Guyenne Seyches                                                           | Marmande           | Val de Garonne Agglomération      |
| 47089      | 47120 | Esclottes                    | 163                              | 9,24          | 18               | Les Coteaux de Guyenne Duras                                                             | Marmande           | Pays de Duras                     |
| 47090      | 47600 | Espiens                      | 358                              | 17,48         | 20               | L’Albret Nérac                                                                           | Nérac              | Albret Communauté                 |
| 47091      | 47310 | Estillac                     | 2392                             | 7,94          | 301              | L’Ouest Agenais Laplume                                                                  | Agen               | Agen                              |
| 47092      | 47220 | Fals                         | 405                              | 9,40          | 43               | Le Sud-Est Agenais Astaffort                                                             | Agen               | Agen                              |
| 47093      | 47700 | Fargues-sur-Ourbise          | 341                              | 44,16         | 8                | Les Forêts de Gascogne Damazan                                                           | Nérac              | Coteaux et Landes de Gascogne     |
| 47094      | 47400 | Fauguerolles                 | 827                              | 6,93          | 119              | Marmande-2 Marmande-Est                                                                  | Marmande           | Val de Garonne Agglomération      |
| 47095      | 47400 | Fauillet                     | 857                              | 14,23         | 60               | Tonneins                                                                                 | Marmande           | Val de Garonne Agglomération      |
| 47096      | 47330 | Ferrensac                    | 202                              | 12,32         | 16               | Le Val du Dropt Castillonnès                                                             | Villeneuve-sur-Lot | Bastides en Haut Agenais Périgord |
| 47097      | 47230 | Feugarolles                  | 1015                             | 23,82         | 43               | Lavardac                                                                                 | Nérac              | Albret Communauté                 |
| 47098      | 47600 | Fieux                        | 327                              | 14,85         | 22               | L’Albret Francescas                                                                      | Nérac              | Albret Communauté                 |
| 47099      | 47260 | Fongrave                     | 625                              | 9,46          | 66               | Le Livradais Monclar                                                                     | Villeneuve-sur-Lot | Grand Villeneuvois                |
| 47100      | 47510 | Foulayronnes                 | 5480                             | 28,86         | 190              | Agen-1 Agen-Nord                                                                         | Agen               | Agen                              |
| 47101      | 47200 | Fourques-sur-Garonne         | 1307                             | 13,96         | 94               | Marmande-2 Le Mas-d’Agenais                                                              | Marmande           | Val de Garonne Agglomération      |
| 47102      | 47600 | Francescas                   | 732                              | 21,23         | 34               | L’Albret Francescas                                                                      | Nérac              | Albret Communauté                 |
| 47103      | 47600 | Fréchou                      | 223                              | 11,97         | 19               | L’Albret Nérac                                                                           | Nérac              | Albret Communauté                 |
| 47104      | 47360 | Frégimont                    | 272                              | 7,59          | 36               | Le Confluent Port-Sainte-Marie                                                           | Agen               | Confluent et Coteaux de Prayssas  |
| 47105      | 47140 | Frespech                     | 283                              | 11,70         | 24               | Le Pays de Serres Penne-d’Agenais                                                        | Villeneuve-sur-Lot | Fumel Vallée du Lot               |
| 47106      | 47500 | Fumel                        | 4696                             | 22,66         | 207              | Le Fumélois Fumel                                                                        | Villeneuve-sur-Lot | Fumel Vallée du Lot               |
| 47107      | 47190 | Galapian                     | 334                              | 9,25          | 36               | Le Confluent Port-Sainte-Marie                                                           | Agen               | Confluent et Coteaux de Prayssas  |
| 47108      | 47200 | Gaujac                       | 241                              | 7,33          | 33               | Marmande-1 Meilhan-sur-Garonne                                                           | Marmande           | Val de Garonne Agglomération      |
| 47109      | 47150 | Gavaudun                     | 304                              | 21,33         | 14               | Le Haut Agenais Périgord Monflanquin                                                     | Villeneuve-sur-Lot | Bastides en Haut Agenais Périgord |
| 47110      | 47400 | Gontaud-de-Nogaret           | 1641                             | 29,51         | 56               | Marmande-2 Marmande-Est                                                                  | Marmande           | Val de Garonne Agglomération      |
| 47111      | 47260 | Granges-sur-Lot              | 589                              | 4,19          | 141              | Le Confluent Prayssas                                                                    | Agen               | Confluent et Coteaux de Prayssas  |
| 47112      | 47400 | Grateloup-Saint-Gayrand      | 470                              | 20,67         | 23               | Tonneins Castelmoron-sur-Lot                                                             | Marmande           | Val de Garonne Agglomération      |
| 47113      | 47270 | Grayssas                     | 147                              | 9,37          | 16               | Le Sud-Est Agenais Puymirol                                                              | Agen               | Deux Rives                        |
| 47114      | 47250 | Grézet-Cavagnan              | 403                              | 12,55         | 32               | Les Forêts de Gascogne Bouglon                                                           | Marmande           | Coteaux et Landes de Gascogne     |
| 47115      | 47250 | Guérin                       | 247                              | 10,43         | 24               | Les Forêts de Gascogne Bouglon                                                           | Marmande           | Coteaux et Landes de Gascogne     |
| 47117      | 47340 | Hautefage-la-Tour            | 1028                             | 20,75         | 50               | Villeneuve-sur-Lot-2 Penne-d’Agenais                                                     | Villeneuve-sur-Lot | Grand Villeneuvois                |
| 47118      | 47400 | Hautesvignes                 | 166                              | 8,85          | 19               | Tonneins Marmande-Est                                                                    | Marmande           | Lot et Tolzac                     |
| 47119      | 47420 | Houeillès                    | 550                              | 67,63         | 8                | Les Forêts de Gascogne Houeillès                                                         | Nérac              | Coteaux et Landes de Gascogne     |
| 47120      | 47180 | Jusix                        | 94                               | 7,50          | 13               | Les Coteaux de Guyenne Meilhan-sur-Garonne                                               | Marmande           | Val de Garonne Agglomération      |
| 47075      | 47340 | La Croix-Blanche             | 1081                             | 13,05         | 83               | Le Pays de Serres Laroque-Timbaut                                                        | Agen               | Grand Villeneuvois                |
| 47222      | 47700 | La Réunion                   | 515                              | 28,06         | 18               | Les Forêts de Gascogne Casteljaloux                                                      | Nérac              | Coteaux et Landes de Gascogne     |
| 47289      | 47270 | La Sauvetat-de-Savères       | 482                              | 6,86          | 70               | Le Pays de Serres Laroque-Timbaut                                                        | Agen               | Agen                              |
| 47290      | 47800 | La Sauvetat-du-Dropt         | 565                              | 10,37         | 54               | Les Coteaux de Guyenne Duras                                                             | Marmande           | Pays de Lauzun                    |
| 47291      | 47150 | La Sauvetat-sur-Lède         | 638                              | 14,14         | 45               | Le Haut Agenais Périgord Monflanquin                                                     | Villeneuve-sur-Lot | Bastides en Haut Agenais Périgord |
| 47121      | 47250 | Labastide-Castel-Amouroux    | 317                              | 11,95         | 27               | Les Forêts de Gascogne Bouglon                                                           | Marmande           | Coteaux et Landes de Gascogne     |
| 47122      | 47350 | Labretonie                   | 169                              | 11,80         | 14               | Tonneins Castelmoron-sur-Lot                                                             | Marmande           | Lot et Tolzac                     |
| 47123      | 47150 | Lacapelle-Biron              | 399                              | 13,96         | 29               | Le Fumélois Monflanquin                                                                  | Villeneuve-sur-Lot | Fumel Vallée du Lot               |
| 47124      | 47150 | Lacaussade                   | 208                              | 10,28         | 20               | Le Haut Agenais Périgord Monflanquin                                                     | Villeneuve-sur-Lot | Bastides en Haut Agenais Périgord |
| 47125      | 47360 | Lacépède                     | 316                              | 11,33         | 28               | Le Confluent Prayssas                                                                    | Agen               | Confluent et Coteaux de Prayssas  |
| 47126      | 47350 | Lachapelle                   | 101                              | 4,53          | 22               | Les Coteaux de Guyenne Seyches                                                           | Marmande           | Pays de Lauzun                    |
| 47127      | 47320 | Lafitte-sur-Lot              | 814                              | 15,99         | 51               | Tonneins                                                                                 | Marmande           | Val de Garonne Agglomération      |
| 47128      | 47240 | Lafox                        | 1079                             | 5,23          | 206              | Le Sud-Est Agenais Puymirol                                                              | Agen               | Agen                              |
| 47129      | 47190 | Lagarrigue                   | 274                              | 4,38          | 63               | Le Confluent Port-Sainte-Marie                                                           | Agen               | Confluent et Coteaux de Prayssas  |
| 47130      | 47400 | Lagruère                     | 343                              | 9,86          | 35               | Les Forêts de Gascogne Le Mas-d’Agenais                                                  | Marmande           | Val de Garonne Agglomération      |
| 47131      | 47180 | Lagupie                      | 686                              | 8,69          | 79               | Les Coteaux de Guyenne Seyches                                                           | Marmande           | Val de Garonne Agglomération      |
| 47132      | 47330 | Lalandusse                   | 221                              | 9,37          | 24               | Le Val du Dropt Castillonnès                                                             | Villeneuve-sur-Lot | Bastides en Haut Agenais Périgord |
| 47133      | 47310 | Lamontjoie                   | 555                              | 17,75         | 31               | L’Albret Francescas                                                                      | Nérac              | Albret Communauté                 |
| 47134      | 47170 | Lannes                       | 361                              | 32,40         | 11               | L’Albret Mézin                                                                           | Nérac              | Albret Communauté                 |
| 47135      | 47260 | Laparade                     | 395                              | 16,22         | 24               | Tonneins Castelmoron-sur-Lot                                                             | Marmande           | Lot et Tolzac                     |
| 47136      | 47800 | Laperche                     | 141                              | 8,42          | 17               | Le Val du Dropt Lauzun                                                                   | Marmande           | Pays de Lauzun                    |
| 47137      | 47310 | Laplume                      | 1335                             | 32,64         | 41               | L’Ouest Agenais Laplume                                                                  | Agen               | Agen                              |
| 47138      | 47340 | Laroque-Timbaut              | 1589                             | 21,64         | 73               | Le Pays de Serres Laroque-Timbaut                                                        | Agen               | Grand Villeneuvois                |
| 47139      | 47600 | Lasserre                     | 98                               | 6,49          | 15               | L’Albret Francescas                                                                      | Nérac              | Albret Communauté                 |
| 47140      | 47360 | Laugnac                      | 692                              | 17,35         | 40               | Le Confluent Prayssas                                                                    | Agen               | Confluent et Coteaux de Prayssas  |
| 47141      | 47150 | Laussou                      | 275                              | 17,15         | 16               | Le Haut Agenais Périgord Monflanquin                                                     | Villeneuve-sur-Lot | Bastides en Haut Agenais Périgord |
| 47142      | 47410 | Lauzun                       | 731                              | 24,09         | 30               | Le Val du Dropt Lauzun                                                                   | Marmande           | Pays de Lauzun                    |
| 47143      | 47230 | Lavardac                     | 2297                             | 15,10         | 152              | Lavardac                                                                                 | Nérac              | Albret Communauté                 |
| 47144      | 47800 | Lavergne                     | 559                              | 19,96         | 28               | Le Val du Dropt Lauzun                                                                   | Marmande           | Pays de Lauzun                    |
| 47145      | 47390 | Layrac                       | 3913                             | 38,11         | 103              | Le Sud-Est Agenais Astaffort                                                             | Agen               | Agen                              |
| 47159      | 47430 | Le Mas-d’Agenais             | 1486                             | 21,18         | 70               | Les Forêts de Gascogne Le Mas-d’Agenais                                                  | Marmande           | Val de Garonne Agglomération      |
| 47201      | 47520 | Le Passage                   | 9360                             | 12,89         | 726              | Agen-4 Agen-Ouest                                                                        | Agen               | Agen                              |
| 47306      | 47110 | Le Temple-sur-Lot            | 1112                             | 16,91         | 66               | Le Livradais Sainte-Livrade-sur-Lot                                                      | Villeneuve-sur-Lot | Lot et Tolzac                     |
| 47146      | 47300 | Lédat                        | 1430                             | 12,43         | 115              | Villeneuve-sur-Lot-1 Villeneuve-sur-Lot-Nord                                             | Villeneuve-sur-Lot | Grand Villeneuvois                |
| 47147      | 47120 | Lévignac-de-Guyenne          | 678                              | 25,02         | 27               | Les Coteaux de Guyenne Seyches                                                           | Marmande           | Pays de Duras                     |
| 47148      | 47700 | Leyritz-Moncassin            | 206                              | 20,24         | 10               | Les Forêts de Gascogne Casteljaloux                                                      | Nérac              | Coteaux et Landes de Gascogne     |
| 47150      | 47200 | Longueville                  | 375                              | 4,79          | 78               | Marmande-2 Marmande-Est                                                                  | Marmande           | Val de Garonne Agglomération      |
| 47151      | 47120 | Loubès-Bernac                | 409                              | 19,31         | 21               | Les Coteaux de Guyenne Duras                                                             | Marmande           | Pays de Duras                     |
| 47152      | 47290 | Lougratte                    | 422                              | 20,45         | 21               | Le Val du Dropt Castillonnès                                                             | Villeneuve-sur-Lot | Bastides en Haut Agenais Périgord |
| 47154      | 47360 | Lusignan-Petit               | 363                              | 7,35          | 49               | Le Confluent Prayssas                                                                    | Agen               | Confluent et Coteaux de Prayssas  |
| 47155      | 47360 | Madaillan                    | 664                              | 24,39         | 27               | Le Confluent Prayssas                                                                    | Agen               | Confluent et Coteaux de Prayssas  |
| 47156      | 47200 | Marcellus                    | 874                              | 11,77         | 74               | Marmande-1 Meilhan-sur-Garonne                                                           | Marmande           | Val de Garonne Agglomération      |
| 47157      | 47200 | Marmande                     | 17.361                           | 45,06         | 385              | Marmande-1 Marmande-2 Marmande-Est Marmande-Ouest                                        | Marmande           | Val de Garonne Agglomération      |
| 47158      | 47220 | Marmont-Pachas               | 165                              | 7,96          | 21               | L’Ouest Agenais Laplume                                                                  | Agen               | Agen                              |
| 47160      | 47370 | Masquières                   | 175                              | 12,31         | 14               | Le Fumélois Tournon-d’Agenais                                                            | Villeneuve-sur-Lot | Fumel Vallée du Lot               |
| 47161      | 47140 | Massels                      | 118                              | 6,17          | 19               | Le Pays de Serres Penne-d’Agenais                                                        | Villeneuve-sur-Lot | Fumel Vallée du Lot               |
| 47162      | 47140 | Massoulès                    | 201                              | 7,86          | 26               | Le Pays de Serres Penne-d’Agenais                                                        | Villeneuve-sur-Lot | Fumel Vallée du Lot               |
| 47163      | 47200 | Mauvezin-sur-Gupie           | 611                              | 15,80         | 39               | Les Coteaux de Guyenne Marmande-Ouest                                                    | Marmande           | Val de Garonne Agglomération      |
| 47164      | 47210 | Mazières-Naresse             | 99                               | 8,93          | 11               | Le Haut Agenais Périgord Villeréal                                                       | Villeneuve-sur-Lot | Bastides en Haut Agenais Périgord |
| 47165      | 47180 | Meilhan-sur-Garonne          | 1330                             | 28,62         | 46               | Marmande-1 Meilhan-sur-Garonne                                                           | Marmande           | Val de Garonne Agglomération      |
| 47167      | 47170 | Mézin                        | 1455                             | 31,58         | 46               | L’Albret Mézin                                                                           | Nérac              | Albret Communauté                 |
| 47168      | 47800 | Miramont-de-Guyenne          | 3082                             | 16,66         | 185              | Le Val du Dropt Lauzun                                                                   | Marmande           | Pays de Lauzun                    |
| 47169      | 47310 | Moirax                       | 1199                             | 16,20         | 74               | L’Ouest Agenais Laplume                                                                  | Agen               | Agen                              |
| 47170      | 47290 | Monbahus                     | 628                              | 31,97         | 20               | Le Haut Agenais Périgord Cancon                                                          | Villeneuve-sur-Lot | Bastides en Haut Agenais Périgord |
| 47171      | 47340 | Monbalen                     | 449                              | 13,00         | 35               | Le Pays de Serres Laroque-Timbaut                                                        | Agen               | Grand Villeneuvois                |
| 47172      | 47310 | Moncaut                      | 573                              | 15,76         | 36               | L’Albret Nérac                                                                           | Nérac              | Albret Communauté                 |
| 47173      | 47380 | Monclar                      | 898                              | 24,02         | 37               | Le Livradais Monclar                                                                     | Villeneuve-sur-Lot | Lot et Tolzac                     |
| 47174      | 47600 | Moncrabeau                   | 741                              | 49,94         | 15               | L’Albret Francescas                                                                      | Nérac              | Albret Communauté                 |
| 47175      | 47150 | Monflanquin                  | 2358                             | 62,21         | 38               | Le Haut Agenais Périgord Monflanquin                                                     | Villeneuve-sur-Lot | Bastides en Haut Agenais Périgord |
| 47176      | 47230 | Montgaillard-en-Albret       | 167                              | 8,53          | 20               | Lavardac                                                                                 | Nérac              | Albret Communauté                 |
| 47177      | 47160 | Monheurt                     | 193                              | 11,44         | 17               | Lavardac Damazan                                                                         | Nérac              | Confluent et Coteaux de Prayssas  |
| 47178      | 47150 | Monségur                     | 400                              | 10,99         | 36               | Le Haut Agenais Périgord Monflanquin                                                     | Villeneuve-sur-Lot | Bastides en Haut Agenais Périgord |
| 47179      | 47500 | Monsempron-Libos             | 2104                             | 9,05          | 232              | Le Fumélois Fumel                                                                        | Villeneuve-sur-Lot | Fumel Vallée du Lot               |
| 47180      | 47600 | Montagnac-sur-Auvignon       | 641                              | 22,69         | 28               | L’Albret Nérac                                                                           | Nérac              | Albret Communauté                 |
| 47181      | 47150 | Montagnac-sur-Lède           | 271                              | 19,55         | 14               | Le Haut Agenais Périgord Monflanquin                                                     | Villeneuve-sur-Lot | Bastides en Haut Agenais Périgord |
| 47182      | 47380 | Montastruc                   | 233                              | 24,88         | 9                | Le Livradais Monclar                                                                     | Villeneuve-sur-Lot | Lot et Tolzac                     |
| 47183      | 47330 | Montauriol                   | 222                              | 9,92          | 22               | Le Val du Dropt Castillonnès                                                             | Villeneuve-sur-Lot | Bastides en Haut Agenais Périgord |
| 47184      | 47210 | Montaut                      | 255                              | 14,19         | 18               | Le Haut Agenais Périgord Villeréal                                                       | Villeneuve-sur-Lot | Bastides en Haut Agenais Périgord |
| 47185      | 47500 | Montayral                    | 2667                             | 24,54         | 109              | Le Fumélois Tournon-d’Agenais                                                            | Villeneuve-sur-Lot | Fumel Vallée du Lot               |
| 47186      | 47130 | Montesquieu                  | 744                              | 25,53         | 29               | Lavardac                                                                                 | Nérac              | Albret Communauté                 |
| 47187      | 47120 | Monteton                     | 324                              | 13,81         | 23               | Les Coteaux de Guyenne Seyches                                                           | Marmande           | Pays de Duras                     |
| 47188      | 47800 | Montignac-de-Lauzun          | 286                              | 20,46         | 14               | Le Val du Dropt Lauzun                                                                   | Marmande           | Pays de Lauzun                    |
| 47189      | 47350 | Montignac-Toupinerie         | 139                              | 8,31          | 17               | Les Coteaux de Guyenne Seyches                                                           | Marmande           | Pays de Lauzun                    |
| 47190      | 47360 | Montpezat                    | 562                              | 24,19         | 23               | Le Confluent Prayssas                                                                    | Agen               | Confluent et Coteaux de Prayssas  |
| 47191      | 47200 | Montpouillan                 | 817                              | 12,07         | 68               | Marmande-1 Meilhan-sur-Garonne                                                           | Marmande           | Val de Garonne Agglomération      |
| 47192      | 47290 | Monviel                      | 77                               | 6,23          | 12               | Le Haut Agenais Périgord Cancon                                                          | Villeneuve-sur-Lot | Bastides en Haut Agenais Périgord |
| 47193      | 47290 | Moulinet                     | 197                              | 14,57         | 14               | Le Haut Agenais Périgord Cancon                                                          | Villeneuve-sur-Lot | Bastides en Haut Agenais Périgord |
| 47194      | 47800 | Moustier                     | 318                              | 8,33          | 38               | Les Coteaux de Guyenne Duras                                                             | Marmande           | Pays de Lauzun                    |
| 47195      | 47600 | Nérac                        | 6937                             | 62,68         | 111              | L’Albret Nérac                                                                           | Nérac              | Albret Communauté                 |
| 47196      | 47190 | Nicole                       | 239                              | 4,78          | 50               | Le Confluent Port-Sainte-Marie                                                           | Agen               | Confluent et Coteaux de Prayssas  |
| 47197      | 47600 | Nomdieu                      | 252                              | 12,59         | 20               | L’Albret Francescas                                                                      | Nérac              | Albret Communauté                 |
| 47198      | 47440 | Pailloles                    | 314                              | 9,16          | 34               | Le Haut Agenais Périgord Cancon                                                          | Villeneuve-sur-Lot | Bastides en Haut Agenais Périgord |
| 47199      | 47120 | Pardaillan                   | 334                              | 19,71         | 17               | Les Coteaux de Guyenne Duras                                                             | Marmande           | Pays de Duras                     |
| 47200      | 47210 | Parranquet                   | 115                              | 9,62          | 12               | Le Haut Agenais Périgord Villeréal                                                       | Villeneuve-sur-Lot | Bastides en Haut Agenais Périgord |
| 47202      | 47150 | Paulhiac                     | 307                              | 21,89         | 14               | Le Haut Agenais Périgord Monflanquin                                                     | Villeneuve-sur-Lot | Bastides en Haut Agenais Périgord |
| 47203      | 47140 | Penne-d’Agenais              | 2495                             | 46,71         | 53               | Le Pays de Serres Penne-d’Agenais                                                        | Villeneuve-sur-Lot | Fumel Vallée du Lot               |
| 47204      | 47350 | Peyrière                     | 290                              | 8,14          | 36               | Le Val du Dropt Lauzun                                                                   | Marmande           | Pays de Lauzun                    |
| 47205      | 47700 | Pindères                     | 190                              | 40,76         | 5                | Les Forêts de Gascogne Houeillès                                                         | Nérac              | Coteaux et Landes de Gascogne     |
| 47206      | 47380 | Pinel-Hauterive              | 572                              | 21,77         | 26               | Le Livradais Monclar                                                                     | Villeneuve-sur-Lot | Lot et Tolzac                     |
| 47207      | 47230 | Pompiey                      | 213                              | 19,61         | 11               | Lavardac                                                                                 | Nérac              | Albret Communauté                 |
| 47208      | 47420 | Pompogne                     | 195                              | 35,96         | 5                | Les Forêts de Gascogne Houeillès                                                         | Nérac              | Coteaux et Landes de Gascogne     |
| 47209      | 47480 | Pont-du-Casse                | 4192                             | 19,10         | 219              | Agen-1 Agen-Nord-Est                                                                     | Agen               | Agen                              |
| 47210      | 47130 | Port-Sainte-Marie            | 1846                             | 18,94         | 97               | Le Confluent Port-Sainte-Marie                                                           | Agen               | Confluent et Coteaux de Prayssas  |
| 47211      | 47170 | Poudenas                     | 200                              | 17,24         | 12               | L’Albret Mézin                                                                           | Nérac              | Albret Communauté                 |
| 47212      | 47700 | Poussignac                   | 307                              | 13,02         | 24               | Les Forêts de Gascogne Bouglon                                                           | Marmande           | Coteaux et Landes de Gascogne     |
| 47213      | 47360 | Prayssas                     | 995                              | 26,48         | 38               | Le Confluent Prayssas                                                                    | Agen               | Confluent et Coteaux de Prayssas  |
| 47214      | 47160 | Puch-d’Agenais               | 713                              | 23,00         | 31               | Lavardac Damazan                                                                         | Nérac              | Confluent et Coteaux de Prayssas  |
| 47215      | 47300 | Pujols                       | 3776                             | 24,98         | 151              | Villeneuve-sur-Lot-2 Villeneuve-sur-Lot-Sud                                              | Villeneuve-sur-Lot | Grand Villeneuvois                |
| 47216      | 47350 | Puymiclan                    | 707                              | 25,74         | 27               | Les Coteaux de Guyenne Seyches                                                           | Marmande           | Val de Garonne Agglomération      |
| 47217      | 47270 | Puymirol                     | 903                              | 19,54         | 46               | Le Sud-Est Agenais Puymirol                                                              | Agen               | Agen                              |
| 47218      | 47800 | Puysserampion                | 256                              | 10,72         | 24               | Le Val du Dropt Lauzun                                                                   | Marmande           | Pays de Lauzun                    |
| 47219      | 47210 | Rayet                        | 174                              | 10,02         | 17               | Le Haut Agenais Périgord Villeréal                                                       | Villeneuve-sur-Lot | Bastides en Haut Agenais Périgord |
| 47220      | 47160 | Razimet                      | 300                              | 7,18          | 42               | Lavardac Damazan                                                                         | Nérac              | Confluent et Coteaux de Prayssas  |
| 47221      | 47170 | Réaup-Lisse                  | 594                              | 70,89         | 8                | L’Albret Mézin                                                                           | Nérac              | Albret Communauté                 |
| 47223      | 47210 | Rives                        | 195                              | 12,79         | 15               | Le Haut Agenais Périgord Villeréal                                                       | Villeneuve-sur-Lot | Bastides en Haut Agenais Périgord |
| 47224      | 47250 | Romestaing                   | 158                              | 15,46         | 10               | Les Forêts de Gascogne Bouglon                                                           | Marmande           | Coteaux et Landes de Gascogne     |
| 47225      | 47310 | Roquefort                    | 2091                             | 7,53          | 278              | L’Ouest Agenais Laplume                                                                  | Agen               | Agen                              |
| 47226      | 47800 | Roumagne                     | 529                              | 10,54         | 50               | Le Val du Dropt Lauzun                                                                   | Marmande           | Pays de Lauzun                    |
| 47227      | 47700 | Ruffiac                      | 180                              | 12,84         | 14               | Les Forêts de Gascogne Bouglon                                                           | Marmande           | Coteaux et Landes de Gascogne     |
| 47228      | 47340 | Saint-Antoine-de-Ficalba     | 714                              | 10,93         | 65               | Villeneuve-sur-Lot-2 Villeneuve-sur-Lot-Sud                                              | Villeneuve-sur-Lot | Grand Villeneuvois                |
| 47229      | 47120 | Saint-Astier                 | 213                              | 9,56          | 22               | Les Coteaux de Guyenne Duras                                                             | Marmande           | Pays de Duras                     |
| 47230      | 47150 | Saint-Aubin                  | 389                              | 18,51         | 21               | Le Haut Agenais Périgord Monflanquin                                                     | Villeneuve-sur-Lot | Bastides en Haut Agenais Périgord |
| 47231      | 47350 | Saint-Avit                   | 183                              | 8,95          | 20               | Les Coteaux de Guyenne Seyches                                                           | Marmande           | Val de Garonne Agglomération      |
| 47232      | 47350 | Saint-Barthélemy-d’Agenais   | 530                              | 15,28         | 35               | Les Coteaux de Guyenne Seyches                                                           | Marmande           | Val de Garonne Agglomération      |
| 47234      | 47270 | Saint-Caprais-de-Lerm        | 703                              | 13,60         | 52               | Le Sud-Est Agenais Puymirol                                                              | Agen               | Agen                              |
| 47235      | 47410 | Saint-Colomb-de-Lauzun       | 474                              | 23,19         | 20               | Le Val du Dropt Lauzun                                                                   | Marmande           | Pays de Lauzun                    |
| 47233      | 47180 | Sainte-Bazeille              | 3183                             | 20,67         | 154              | Marmande-1 Marmande-Ouest                                                                | Marmande           | Val de Garonne Agglomération      |
| 47236      | 47120 | Sainte-Colombe-de-Duras      | 100                              | 6,97          | 14               | Les Coteaux de Guyenne Duras                                                             | Marmande           | Pays de Duras                     |
| 47237      | 47300 | Sainte-Colombe-de-Villeneuve | 498                              | 18,92         | 26               | Villeneuve-sur-Lot-2 Villeneuve-sur-Lot-Sud                                              | Villeneuve-sur-Lot | Grand Villeneuvois                |
| 47238      | 47310 | Sainte-Colombe-en-Bruilhois  | 1552                             | 21,15         | 73               | L’Ouest Agenais Laplume                                                                  | Agen               | Agen                              |
| 47244      | 47250 | Sainte-Gemme-Martaillac      | 383                              | 14,00         | 27               | Les Forêts de Gascogne Bouglon                                                           | Marmande           | Coteaux et Landes de Gascogne     |
| 47252      | 47110 | Sainte-Livrade-sur-Lot       | 6518                             | 30,94         | 211              | Le Livradais Sainte-Livrade-sur-Lot                                                      | Villeneuve-sur-Lot | Grand Villeneuvois                |
| 47253      | 47430 | Sainte-Marthe                | 657                              | 9,65          | 68               | Les Forêts de Gascogne Le Mas-d’Agenais                                                  | Marmande           | Coteaux et Landes de Gascogne     |
| 47258      | 47170 | Sainte-Maure-de-Peyriac      | 305                              | 23,06         | 13               | L’Albret Mézin                                                                           | Nérac              | Albret Communauté                 |
| 47239      | 47380 | Saint-Étienne-de-Fougères    | 862                              | 9,90          | 87               | Le Livradais Monclar                                                                     | Villeneuve-sur-Lot | Grand Villeneuvois                |
| 47240      | 47210 | Saint-Étienne-de-Villeréal   | 266                              | 14,62         | 18               | Le Haut Agenais Périgord Villeréal                                                       | Villeneuve-sur-Lot | Bastides en Haut Agenais Périgord |
| 47241      | 47210 | Saint-Eutrope-de-Born        | 683                              | 38,28         | 18               | Le Haut Agenais Périgord Villeréal                                                       | Villeneuve-sur-Lot | Bastides en Haut Agenais Périgord |
| 47242      | 47500 | Saint-Front-sur-Lémance      | 501                              | 19,58         | 26               | Le Fumélois Fumel                                                                        | Villeneuve-sur-Lot | Fumel Vallée du Lot               |
| 47328      | 47370 | Saint-Georges                | 510                              | 15,96         | 32               | Le Fumélois Tournon-d’Agenais                                                            | Villeneuve-sur-Lot | Fumel Vallée du Lot               |
| 47245      | 47120 | Saint-Géraud                 | 86                               | 5,68          | 15               | Les Coteaux de Guyenne Seyches                                                           | Marmande           | Pays de Duras                     |
| 47246      | 47450 | Saint-Hilaire-de-Lusignan    | 1509                             | 16,77         | 90               | L’Ouest Agenais Agen-Nord                                                                | Agen               | Agen                              |
| 47247      | 47120 | Saint-Jean-de-Duras          | 255                              | 16,56         | 15               | Les Coteaux de Guyenne Duras                                                             | Marmande           | Pays de Duras                     |
| 47248      | 47270 | Saint-Jean-de-Thurac         | 560                              | 5,12          | 109              | Le Sud-Est Agenais Puymirol                                                              | Agen               | Agen                              |
| 47249      | 47130 | Saint-Laurent                | 459                              | 4,40          | 104              | Lavardac                                                                                 | Nérac              | Confluent et Coteaux de Prayssas  |
| 47250      | 47160 | Saint-Léger                  | 157                              | 5,79          | 27               | Lavardac Damazan                                                                         | Nérac              | Confluent et Coteaux de Prayssas  |
| 47251      | 47160 | Saint-Léon                   | 326                              | 9,60          | 34               | Lavardac Damazan                                                                         | Nérac              | Confluent et Coteaux de Prayssas  |
| 47254      | 47700 | Saint-Martin-Curton          | 305                              | 41,48         | 7                | Les Forêts de Gascogne Casteljaloux                                                      | Nérac              | Coteaux et Landes de Gascogne     |
| 47255      | 47270 | Saint-Martin-de-Beauville    | 156                              | 7,54          | 21               | Le Pays de Serres Beauville                                                              | Agen               | Agen                              |
| 47256      | 47210 | Saint-Martin-de-Villeréal    | 105                              | 8,22          | 13               | Le Haut Agenais Périgord Villeréal                                                       | Villeneuve-sur-Lot | Bastides en Haut Agenais Périgord |
| 47257      | 47180 | Saint-Martin-Petit           | 624                              | 6,39          | 98               | Les Coteaux de Guyenne Marmande-Ouest                                                    | Marmande           | Val de Garonne Agglomération      |
| 47259      | 47290 | Saint-Maurice-de-Lestapel    | 107                              | 7,79          | 14               | Le Haut Agenais Périgord Cancon                                                          | Villeneuve-sur-Lot | Bastides en Haut Agenais Périgord |
| 47260      | 47270 | Saint-Maurin                 | 383                              | 21,74         | 18               | Le Pays de Serres Beauville                                                              | Agen               | Agen                              |
| 47262      | 47220 | Saint-Nicolas-de-la-Balerme  | 425                              | 4,72          | 90               | Le Sud-Est Agenais Astaffort                                                             | Agen               | Agen                              |
| 47263      | 47200 | Saint-Pardoux-du-Breuil      | 618                              | 7,30          | 85               | Marmande-2 Marmande-Est                                                                  | Marmande           | Val de Garonne Agglomération      |
| 47264      | 47800 | Saint-Pardoux-Isaac          | 1101                             | 7,26          | 152              | Le Val du Dropt Lauzun                                                                   | Marmande           | Pays de Lauzun                    |
| 47265      | 47290 | Saint-Pastour                | 377                              | 14,52         | 26               | Le Livradais Monclar                                                                     | Villeneuve-sur-Lot | Lot et Tolzac                     |
| 47266      | 47170 | Saint-Pé-Saint-Simon         | 185                              | 17,46         | 11               | L’Albret Mézin                                                                           | Nérac              | Albret Communauté                 |
| 47267      | 47160 | Saint-Pierre-de-Buzet        | 276                              | 8,52          | 32               | Lavardac Damazan                                                                         | Nérac              | Confluent et Coteaux de Prayssas  |
| 47269      | 47270 | Saint-Pierre-de-Clairac      | 871                              | 13,15         | 66               | Le Sud-Est Agenais Puymirol                                                              | Agen               | Agen                              |
| 47271      | 47120 | Saint-Pierre-sur-Dropt       | 358                              | 8,18          | 44               | Les Coteaux de Guyenne Seyches                                                           | Marmande           | Pays de Duras                     |
| 47272      | 47330 | Saint-Quentin-du-Dropt       | 185                              | 11,90         | 16               | Le Val du Dropt Castillonnès                                                             | Villeneuve-sur-Lot | Bastides en Haut Agenais Périgord |
| 47273      | 47340 | Saint-Robert                 | 192                              | 6,74          | 28               | Le Pays de Serres Laroque-Timbaut                                                        | Agen               | Grand Villeneuvois                |
| 47274      | 47270 | Saint-Romain-le-Noble        | 401                              | 8,50          | 47               | Le Sud-Est Agenais Puymirol                                                              | Agen               | Agen                              |
| 47275      | 47360 | Saint-Salvy                  | 200                              | 9,26          | 22               | Le Confluent Port-Sainte-Marie                                                           | Agen               | Confluent et Coteaux de Prayssas  |
| 47276      | 47360 | Saint-Sardos                 | 292                              | 14,46         | 20               | Le Confluent Prayssas                                                                    | Agen               | Confluent et Coteaux de Prayssas  |
| 47277      | 47180 | Saint-Sauveur-de-Meilhan     | 344                              | 7,03          | 49               | Marmande-1 Meilhan-sur-Garonne                                                           | Marmande           | Val de Garonne Agglomération      |
| 47278      | 47120 | Saint-Sernin                 | 483                              | 21,07         | 23               | Les Coteaux de Guyenne Duras                                                             | Marmande           | Pays de Duras                     |
| 47279      | 47220 | Saint-Sixte                  | 356                              | 5,92          | 60               | Le Sud-Est Agenais Astaffort                                                             | Agen               | Agen                              |
| 47280      | 47140 | Saint-Sylvestre-sur-Lot      | 2388                             | 21,27         | 112              | Le Pays de Serres Penne-d’Agenais                                                        | Villeneuve-sur-Lot | Fumel Vallée du Lot               |
| 47281      | 47270 | Saint-Urcisse                | 245                              | 10,93         | 22               | Le Sud-Est Agenais Puymirol                                                              | Agen               | Agen                              |
| 47282      | 47310 | Saint-Vincent-de-Lamontjoie  | 226                              | 15,29         | 15               | L’Albret Francescas                                                                      | Nérac              | Albret Communauté                 |
| 47283      | 47500 | Saint-Vite                   | 1187                             | 5,47          | 217              | Le Fumélois Tournon-d’Agenais                                                            | Villeneuve-sur-Lot | Fumel Vallée du Lot               |
| 47284      | 47150 | Salles                       | 287                              | 21,58         | 13               | Le Haut Agenais Périgord Monflanquin                                                     | Villeneuve-sur-Lot | Bastides en Haut Agenais Périgord |
| 47285      | 47250 | Samazan                      | 855                              | 17,25         | 50               | Marmande-2 Le Mas-d’Agenais                                                              | Marmande           | Val de Garonne Agglomération      |
| 47286      | 47420 | Sauméjan                     | 87                               | 19,50         | 4                | Les Forêts de Gascogne Houeillès                                                         | Nérac              | Coteaux et Landes de Gascogne     |
| 47287      | 47600 | Saumont                      | 242                              | 6,74          | 36               | L’Albret Nérac                                                                           | Nérac              | Albret Communauté                 |
| 47288      | 47340 | Sauvagnas                    | 525                              | 13,57         | 39               | Le Sud-Est Agenais Laroque-Timbaut                                                       | Agen               | Agen                              |
| 47292      | 47500 | Sauveterre-la-Lémance        | 569                              | 23,46         | 24               | Le Fumélois Fumel                                                                        | Villeneuve-sur-Lot | Fumel Vallée du Lot               |
| 47293      | 47220 | Sauveterre-Saint-Denis       | 385                              | 8,25          | 47               | Le Sud-Est Agenais Astaffort                                                             | Agen               | Agen                              |
| 47294      | 47120 | Savignac-de-Duras            | 214                              | 14,89         | 14               | Les Coteaux de Guyenne Duras                                                             | Marmande           | Pays de Duras                     |
| 47295      | 47150 | Savignac-sur-Leyze           | 317                              | 11,38         | 28               | Le Haut Agenais Périgord Monflanquin                                                     | Villeneuve-sur-Lot | Bastides en Haut Agenais Périgord |
| 47296      | 47410 | Ségalas                      | 156                              | 12,84         | 12               | Le Val du Dropt Lauzun                                                                   | Marmande           | Pays de Lauzun                    |
| 47297      | 47360 | Sembas                       | 142                              | 12,51         | 11               | Le Confluent Prayssas                                                                    | Villeneuve-sur-Lot | Confluent et Coteaux de Prayssas  |
| 47298      | 47430 | Sénestis                     | 199                              | 11,31         | 18               | Les Forêts de Gascogne Le Mas-d’Agenais                                                  | Marmande           | Val de Garonne Agglomération      |
| 47299      | 47410 | Sérignac-Péboudou            | 176                              | 12,12         | 15               | Le Val du Dropt Castillonnès                                                             | Villeneuve-sur-Lot | Bastides en Haut Agenais Périgord |
| 47300      | 47310 | Sérignac-sur-Garonne         | 1178                             | 8,91          | 132              | L’Ouest Agenais Laplume                                                                  | Agen               | Agen                              |
| 47301      | 47350 | Seyches                      | 1057                             | 24,69         | 43               | Les Coteaux de Guyenne Seyches                                                           | Marmande           | Val de Garonne Agglomération      |
| 47302      | 47170 | Sos                          | 659                              | 52,89         | 12               | L’Albret Mézin                                                                           | Nérac              | Albret Communauté                 |
| 47303      | 47120 | Soumensac                    | 224                              | 11,42         | 20               | Les Coteaux de Guyenne Duras                                                             | Marmande           | Pays de Duras                     |
| 47304      | 47200 | Taillebourg                  | 65                               | 7,11          | 9                | Marmande-2 Marmande-Est                                                                  | Marmande           | Val de Garonne Agglomération      |
| 47305      | 47270 | Tayrac                       | 380                              | 12,89         | 29               | Le Pays de Serres Beauville                                                              | Agen               | Agen                              |
| 47307      | 47370 | Thézac                       | 209                              | 11,21         | 19               | Le Fumélois Tournon-d’Agenais                                                            | Villeneuve-sur-Lot | Fumel Vallée du Lot               |
| 47308      | 47230 | Thouars-sur-Garonne          | 225                              | 4,03          | 56               | Lavardac                                                                                 | Nérac              | Albret Communauté                 |
| 47309      | 47380 | Tombebœuf                    | 448                              | 18,38         | 24               | Le Livradais Monclar                                                                     | Villeneuve-sur-Lot | Lot et Tolzac                     |
| 47310      | 47400 | Tonneins                     | 9461                             | 34,78         | 272              | Tonneins                                                                                 | Marmande           | Val de Garonne Agglomération      |
| 47311      | 47210 | Tourliac                     | 140                              | 9,83          | 14               | Le Haut Agenais Périgord Villeréal                                                       | Villeneuve-sur-Lot | Bastides en Haut Agenais Périgord |
| 47312      | 47370 | Tournon-d’Agenais            | 742                              | 21,26         | 35               | Le Fumélois Tournon-d’Agenais                                                            | Villeneuve-sur-Lot | Fumel Vallée du Lot               |
| 47313      | 47380 | Tourtrès                     | 140                              | 11,71         | 12               | Le Livradais Monclar                                                                     | Villeneuve-sur-Lot | Lot et Tolzac                     |
| 47314      | 47140 | Trémons                      | 404                              | 13,49         | 30               | Le Pays de Serres Penne-d’Agenais                                                        | Villeneuve-sur-Lot | Fumel Vallée du Lot               |
| 47315      | 47140 | Trentels                     | 866                              | 19,47         | 44               | Le Fumélois Penne-d’Agenais                                                              | Villeneuve-sur-Lot | Fumel Vallée du Lot               |
| 47316      | 47400 | Varès                        | 658                              | 16,79         | 39               | Tonneins                                                                                 | Marmande           | Val de Garonne Agglomération      |
| 47317      | 47260 | Verteuil-d’Agenais           | 544                              | 22,42         | 24               | Tonneins Castelmoron-sur-Lot                                                             | Marmande           | Lot et Tolzac                     |
| 47318      | 47230 | Vianne                       | 980                              | 9,82          | 100              | Lavardac                                                                                 | Nérac              | Albret Communauté                 |
| 47319      | 47380 | Villebramar                  | 109                              | 10,06         | 11               | Le Livradais Monclar                                                                     | Villeneuve-sur-Lot | Lot et Tolzac                     |
| 47320      | 47160 | Villefranche-du-Queyran      | 411                              | 16,55         | 25               | Les Forêts de Gascogne Casteljaloux                                                      | Nérac              | Coteaux et Landes de Gascogne     |
| 47321      | 47120 | Villeneuve-de-Duras          | 321                              | 11,81         | 27               | Les Coteaux de Guyenne Duras                                                             | Marmande           | Pays de Duras                     |
| 47323      | 47300 | Villeneuve-sur-Lot           | 22.004                           | 81,32         | 271              | Villeneuve-sur-Lot-1 Villeneuve-sur-Lot-2 Villeneuve-sur-Lot-Nord Villeneuve-sur-Lot-Sud | Villeneuve-sur-Lot | Grand Villeneuvois                |
| 47324      | 47210 | Villeréal                    | 1265                             | 13,92         | 91               | Le Haut Agenais Périgord Villeréal                                                       | Villeneuve-sur-Lot | Bastides en Haut Agenais Périgord |
| 47325      | 47400 | Villeton                     | 474                              | 10,24         | 46               | Les Forêts de Gascogne Le Mas-d’Agenais                                                  | Marmande           | Val de Garonne Agglomération      |
| 47326      | 47200 | Virazeil                     | 1696                             | 19,87         | 85               | Marmande-2 Marmande-Est                                                                  | Marmande           | Val de Garonne Agglomération      |
| 47327      | 47230 | Xaintrailles                 | 378                              | 10,26         | 37               | Lavardac                                                                                 | Nérac              | Albret Communauté                 |